# Bibliothèque cantonale d'Obwald
 (avril 2022).
Si vous disposez d'ouvrages ou d'articles de référence ou si vous connaissez des sites web de qualité traitant du thème abordé ici, merci de compléter l'article en donnant les références utiles à sa vérifiabilité et en les liant à la section « Notes et références ».
En plus de sa fonction de bibliothèque publique, la Bibliothèque cantonale d’Obwald (Suisse) est également responsable de collectionner, conserver et mettre à disposition la littérature régionale obwaldaise. Une grande collection concernant le frère Nicolas (Nicolas de Flue, 1418-1478) en fait partie.

## Fonds et utilisation
En outre de la littérature de divertissement, la bibliothèque cantonale offre aussi des documentaires, des films, des CD-ROM, des livres audio et des BD. Les ouvrages parus avant 1950 sont consultables à la salle de lecture, mais ils ne sont pas empruntables. Le fonds total monte à 60 000 volumes dont 20 000 se trouvent en libre accès. Elle met également à disposition une photocopieuse et l’accès à l’Internet.

## Catalogue
Sur le système bibliothéconomique BIBDIA, des recherches peuvent être effectuées en allemand, anglais et français. 